# Football Club Vittoria 2004-2005
Questa voce raccoglie le informazioni riguardanti il Football Club Vittoria nelle competizioni ufficiali della stagione 2004-2005

## Stagione
Alla stagione d'esordio in Serie C1, la squadra biancorossa concluse il girone A al diciassettesimo posto, essendo così obbligata a giocandosi la permanenza in categoria attraverso i play-out: i siciliani ebbero la peggio nel doppio confronto con la Fidelis Andria, retrocedendo in Serie C2 dopo una sola annata.

## Rosa
| N. |                    | Ruolo | Calciatore           |
| -- | ------------------ | ----- | -------------------- |
|    | Italia (bandiera)  | P     | Paolo Castelli       |
|    | Italia (bandiera)  | P     | Giancarlo Petrocco   |
|    | Italia (bandiera)  | P     | Fabio Trovato        |
|    | Guinea (bandiera)  | D     | Alain Roger Bangoura |
|    | Italia (bandiera)  | D     | Tommaso Chiecchi     |
|    | Italia (bandiera)  | D     | Salvatore Ferraro    |
|    | Italia (bandiera)  | D     | Francesco Priolo     |
|    | Italia (bandiera)  | D     | Nazario Pignotti     |
|    | Italia (bandiera)  | D     | Andrea Servi         |
|    | Senegal (bandiera) | D     | Mohamed Sarr         |
|    | Italia (bandiera)  | C     | Massimo D'Aviri      |
|    | Italia (bandiera)  | C     | Federico Amenta      |

| N. |                           | Ruolo | Calciatore          |
| -- | ------------------------- | ----- | ------------------- |
|    | Italia (bandiera)         | C     | Yuri Breviario      |
|    | Italia (bandiera)         | C     | Daniele Fortunato   |
|    | Italia (bandiera)         | C     | Salvatore Manganaro |
|    | Costa d'Avorio (bandiera) | C     | Jassouf Kone        |
|    | Italia (bandiera)         | C     | Alessio Tombesi     |
|    | Italia (bandiera)         | C     | Gaetano Vasari      |
|    | Italia (bandiera)         | A     | Gianpiero Clemente  |
|    | Italia (bandiera)         | A     | Federico Ligori     |
|    | Italia (bandiera)         | A     | Federico Piovaccari |
|    | Italia (bandiera)         | A     | Giuseppe Sifonetti  |
|    | Francia (bandiera)        | A     | Kevin Trudo         |
|    | Italia (bandiera)         | A     | Massimo Manca       |

## Risultati

### Campionato

#### Girone di andata
| 12 settembre 2004 1ª giornata | Sangiovannese | 1 – 1 | Vittoria |  |

| 19 settembre 2004 2ª giornata | Vittoria | 2 – 0 | Como |  |

| 26 settembre 2004 3ª giornata | Pisa | 2 – 0 | Vittoria |  |

| 3 ottobre 2004 4ª giornata | Vittoria | 0 – 1 | Cremonese |  |

| 10 ottobre 2004 5ª giornata | Vittoria | 0 – 3 | Grosseto |  |

| 17 ottobre 2004 6ª giornata | Mantova | 1 – 0 | Vittoria |  |

| 24 ottobre 2004 7ª giornata | Vittoria | 1 – 0 | Pro Patria |  |

| 31 ottobre 2004 8ª giornata |  | – Turno di riposo |  |  |

| 7 novembre 2004 9ª giornata | Lumezzane | 2 – 2 | Vittoria |  |

| 14 novembre 2004 10ª giornata | Vittoria | 0 – 0 | Pistoiese |  |

| 21 novembre 2004 11ª giornata | Lucchese | 1 – 1 | Vittoria |  |

| 28 novembre 2004 12ª giornata | Vittoria | 1 – 1 | Pavia |  |

| 5 dicembre 2004 13ª giornata | Frosinone | 2 – 1 | Vittoria |  |

| 8 dicembre 2004 14ª giornata | Vittoria | 0 – 0 | Torres |  |

| 12 dicembre 2004 15ª giornata | Novara | 1 – 0 | Vittoria |  |

| 19 dicembre 2004 16ª giornata | Vittoria | 1 – 1 | Spezia |  |

| 6 gennaio 2005 17ª giornata | Acireale | 1 – 0 | Vittoria |  |

| 9 gennaio 2005 18ª giornata | Vittoria | 1 – 0 | Fidelis Andria |  |

| 16 gennaio 2005 19ª giornata | Prato | 0 – 1 | Vittoria |  |

#### Girone di ritorno
| 23 gennaio 2005 20ª giornata | Vittoria | 4 – 1 | Sangiovannese |  |

| 30 gennaio 2005 21ª giornata | Como | 0 – 0 | Vittoria |  |

| 6 febbraio 2005 22ª giornata | Vittoria | 0 – 1 | Pisa |  |

| 13 febbraio 2005 23ª giornata | Cremonese | 1 – 0 | Vittoria |  |

| 16 febbraio 2005 24ª giornata | Grosseto | 1 – 0 | Vittoria |  |

| 20 febbraio 2005 25ª giornata | Vittoria | 1 – 3 | Mantova |  |

| 27 febbraio 2005 26ª giornata | Pro Patria | 1 – 1 | Vittoria |  |

| 6 marzo 2005 27ª giornata |  | – Turno di riposo |  |  |

| 13 marzo 2005 28ª giornata | Vittoria | 0 – 2 | Lumezzane |  |

| 20 marzo 2005 29ª giornata | Pistoiese | 2 – 0 | Vittoria |  |

| 26 marzo 2005 30ª giornata | Vittoria | 0 – 1 | Lucchese |  |

| 20 aprile 2005 31ª giornata | Pavia | 2 – 0 | Vittoria |  |

| 6 aprile 2005 32ª giornata | Vittoria | 2 – 0 | Frosinone |  |

| 10 aprile 2005 33ª giornata | Torres | 1 – 0 | Vittoria |  |

| 17 aprile 2005 34ª giornata | Vittoria | 2 – 2 | Novara |  |

| 24 aprile 2005 35ª giornata | Spezia | 2 – 0 | Vittoria |  |

| 1º maggio 2005 36ª giornata | Vittoria | 0 – 0 | Acireale |  |

| 8 maggio 2005 37ª giornata | Fidelis Andria | 2 – 2 | Vittoria |  |

| 15 maggio 2005 38ª giornata | Vittoria | 0 – 1 | Prato |  |